# Heo Ga-yoon
Heo Ga-yoon (hangul: 허가윤), även känd under artistnamnet Gayoon (hangul: 가윤), född 18 maj 1990 i Seoul, är en sydkoreansk sångerska och skådespelare.
Hon var tidigare medlem i den sydkoreanska tjejgruppen 4Minute från det att gruppen debuterade 2009 till att den upplöstes 2016, samt i 4Minutes undergrupp 2YOON.

## Diskografi

### Album
| Datum       | Albumtitel      | Topplacering          |
| Datum       | Albumtitel      | Sydkorea (Gaon Chart) |
| 4Minute     | 4Minute         | 4Minute               |
| ----------- | --------------- | --------------------- |
| 28 aug 2009 | For Muzik       | 2                     |
| 19 maj 2010 | Hit Your Heart  | 3                     |
| 5 apr 2011  | 4minutes Left   | 2                     |
| 9 apr 2012  | Volume Up       | 1                     |
| 26 apr 2013 | Name Is 4Minute | 2                     |
| 17 mar 2014 | 4Minute World   | 2                     |
| 9 feb 2015  | Crazy           | 2                     |
| 1 feb 2016  | Act. 7          | 2                     |
| 2YOON       |                 |                       |
| 22 jan 2013 | Harvest Moon    | 7                     |

## Filmografi

### Film
| År   | Titel            | Roll     |
| ---- | ---------------- | -------- |
| 2016 | Father, Daughter | Kyung Mi |

### TV-drama
| År   | Titel                    | Kanal | Roll       |
| ---- | ------------------------ | ----- | ---------- |
| 2011 | Me Too, Flower!          | MBC   | cameoroll  |
| 2012 | Light and Shadow         | MBC   | Hyun Kyung |
| 2013 | My Friend Is Still Alive | KBS   | cameoroll  |
| 2015 | Let's Eat 2              | tvN   | cameoroll  |